# クレーンゲーム

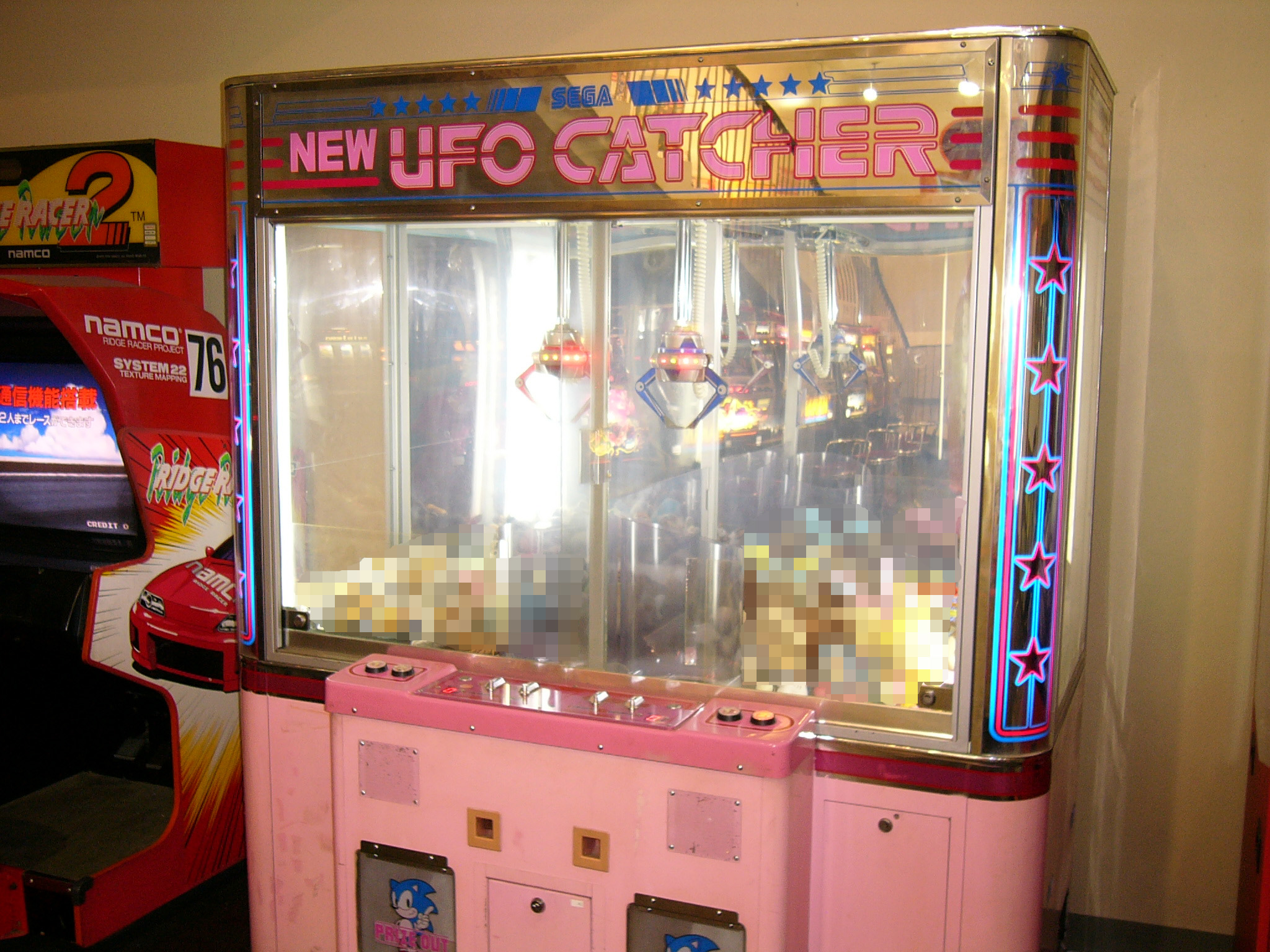
クレーンゲーム（UFOキャッチャー）の台

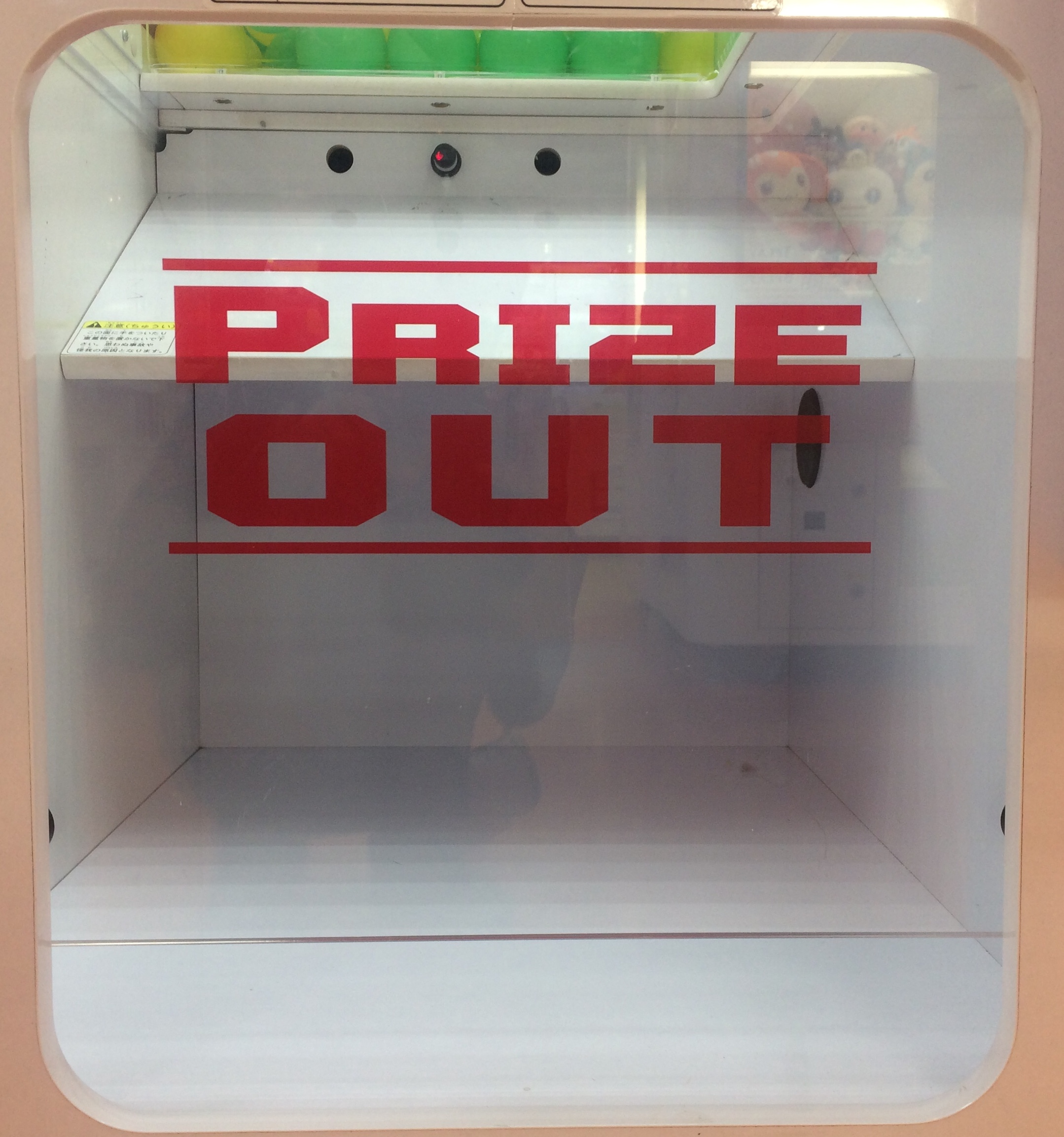
クレーンゲームの取り出し口の例

クレーンゲーム（crane game）は、景品の獲得を目的にプレイするアーケードゲーム（プライズゲーム、エレメカ）の一種である。ゲームセンター、スーパーマーケット、レストラン、映画館など様々な場所に設置されている。日本では代表的な機種名からしばしばUFOキャッチャーと呼ばれることがある。
また、インターネット上でクレーンゲームを遊ぶことが出来る、オンラインクレーンゲームも登場している。

## 構造
透明なガラスやプラスチック、アクリルの箱で、天井にクレーンが付いており、中にはぬいぐるみやお菓子などの景品が入っている。天井を見ればクレーンの物理的な移動範囲が確認できる事もある。
プレイヤーがコインを投入するとボタンやジョイスティック操作でクレーンを動かせるようになる。クレーンは前後および左右には操作できるが、上下移動は自動で、基本的に操作はできない。角度を変えることもできない。
ジョイスティック操作よりもボタン操作のタイプの方が、位置の修正ができない分、難しいと考えられている。ボタンタイプの時には狙い目の所でボタンを離した時より、クレーンは少し遅れて止まる場合がある。位置を決める操作を終えたのちアームが下りる時に"ひねり"が入ることがある。
「一定操作を終える」「制限時間に達する」「プレイヤーがトリガーボタンを押す」等により、クレーンからアームが降りてきて景品を掴もうとする。アームが降りる距離をプレイヤーがコントロールできる機種もある。アームが景品を掴む動作をしたのち、景品を持ち上げる動作をする。包装や形状によって異なるが、約500gを越える物を持ち上げる力がない。アームはゲーム機の隅にある開口部の上へ移動し、掴んでいたものを落とす。景品は開口部の底まで落ち、プレイヤーが取り出せるようになる。ただし、「クレナフレックス」（バンダイナムコエンターテインメント）や「UFO CATCHER 8」（セガ・インタラクティブ）など、フィールドの形状や景品落とし口の場所がカスタマイズできる機種が登場して以降は、単純に掴んで持ち上げて落とすだけではない獲得方法が用いられることが多くなっている。
包装してあるプライズのビニールは滑りにくい素材の特注品が使われている。しかし、滅多な事ではないが包装に滑りやすいビニールが使われていることがあるそうで特注品の包装ビニールに関しての情報は重要性が高いとの事。アームが開いた時の幅は機種によって違うが最大幅は17cmまでと決められている。

## 景品
風俗営業適正化法第23条第2項では遊戯の結果に応じて賞品を提供することを禁止しているが、警察庁生活安全局による法律の解釈運用基準の通達では景品の小売価格がおおむね1000円以下であれば賞品の提供にあたらないとしている。景品の小売価格がこれを超えると違法となるため、景品ではなく飾ってあるだけと言えるように、絶対に取れないように設定されている場合がある。

## 成功率
ゲーム機の設置者はアームの設定によって勝率を任意のレベルに保つことができる。従って勝率をプレイヤーのスキルに依存させないことは可能である。アームは一般プレイヤーにとって低い成功率となるよう調整されていることが多いが、調整次第によっては一定の金額を入れない限り誰にも取れないように設定することも可能である。
テクニックの種類として、ぶつける、転がす、向きを変えることで、景品を持ち上げる事なく開口部へ落とす方法がある。

## 難易度問題
ポピュラーなゲームであるため、不正が行なわれているとの非難もよく受ける。非難の中でも多いのは、「景品を持ち上げられない程度にアームが細い」「アームの先端を曲げる（アームが閉じた状態でも下向きになっている）」「握力が弱められている」などである。しかし握力が弱められているものは爪と爪の間が開いていることが多く分かりやすい場合もある。
基本的に店側が行う「ペイアウト率調整の為の設定項目」の一つであるが、法的問題になることもあり、2017年12月23日にはセグウェイの類似品や品薄であるNintendo Switch、タブレット端末等の高額商品を取れない様に設定していながら、取れると主張し客からプレイ料金を騙し取ったとして、詐欺容疑で大阪市内のゲームセンターの従業員と経営者が逮捕された。日本国内では初の摘発だという。

## 歴史

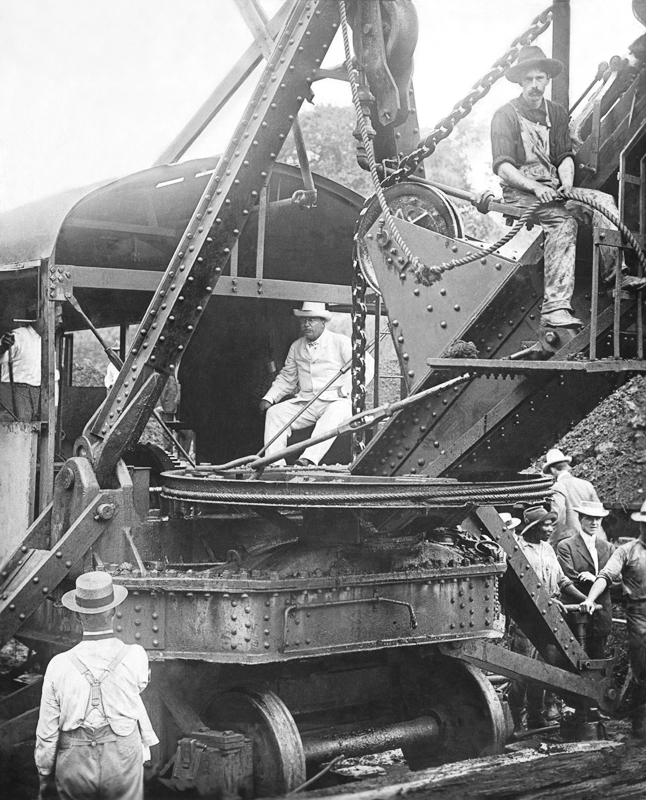
1906年、パナマ運河建設現場で蒸気ショベルを操作するアメリカ大統領セオドア・ルーズベルト。クレーンゲームのクレーンは元々蒸気シャベルがモデルとされている

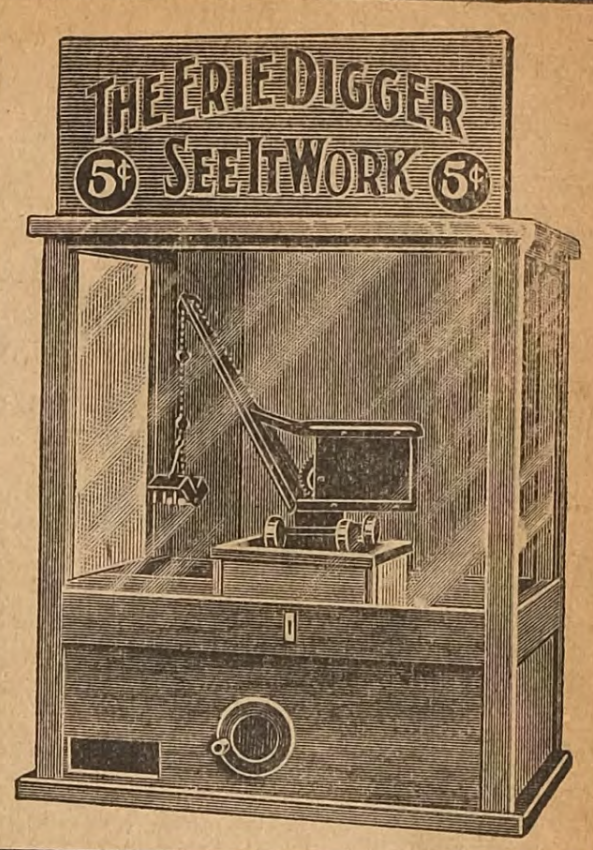
エリーディガーのイラスト。1927年発行のビルボード誌より

クレーンゲームの起源ははっきりとはしないが19世紀末から20世紀初頭の米国にあると考えられている。当時はパナマ運河の建設中であり、その開削に使用された蒸気シャベルがクレーンゲームのヒントとなった。
1926年、「エリーディガー」が特許を得て生産され始めた。諸説あるものの、主にこれがクレーンゲームの始祖と考えられている。当時は小さな品物やお菓子などが景品で、電気を使わない手動式のクレーンゲームだったため管理がたやすく、お祭りや移動遊園地などでよく利用された。1930年代には駅やホテルなどに置かれ始めた。
1930年代には電気を利用したクレーンゲームが存在、電灯で商品を明るく見せ、米国では専門店も登場、祭りなどに限らず外部からも景品が見えるようにして客を誘った。エリーディガーを改良したマイアミディガーと言うクレーンゲームも、1932年に特許を取得している。こちらは電力を使用し、クレーンがより広範囲に動くようになった。

### 日本
日本での歴史はテレビゲームより古く、1965年にはタイトーから発売されている記録が残っているほか、同年には後のセガサミーグループ（セガの前身である「セガ・エンタープライゼス」、サミーの前身である「株式会社さとみ」）もクレーンゲーム機市場に参入しており、1960年代には既に複数のメーカーによる市場が形成されていた。この頃の主流は機械の高さは低く横長で上から景品を見下ろすような形であった。1970年の大阪万博では古河パビリオンで「コンピュータ・ハンド・ゲーム」という大型のクレーンゲーム機が出展された。
1980年代後半からぬいぐるみ等が景品となり、アーケードゲームが衰退気味となったことから、テレビゲームにかわるアーケードゲームを探していた業界がこれに着目。景品が離れた所からも見やすい縦長の機体が増えた。商品の値段が安ければ風営法に接触しない事もあって、現在の様なクレーンゲームに成長して行った。1975年までは景品の価格は90円までであったが店側の要求もあって次第に引き上げられ1990年には500円までとなった。その結果、1990年から1992年には行列が出来ることがあるほどの人気となった。
1990年代初頭からは、メディアミックスの一環としても着目され、アニメや漫画のキャラクターのぬいぐるみなどが景品として登場してきた。また、水槽型の筐体「サブマリンキャッチャー」に食用のエビなどを入れたり、ペット用のカメやハムスターが景品になったことがある。エビについては、衛生上の観点からクレーンゲーム機本体に「生で食べないで下さい」と注意書きが貼られていた。
2000年代以降はPCやスマートフォンで筐体を遠隔操作するオンラインクレーンゲームが登場した。プレイヤーは獲得した商品を宅配にて配送してもらうシステムであり、店舗内にて遊ぶわけではないので風営法などには抵触しないとの見解が経済産業省から発表され、手軽に遊べることや24時間いつでもプレイ出来る事が追い風となり、2017年現在では約20社が参入している。主要アーケードゲームメーカー系では、タイトーが2017年秋を目途に、セガのグループ会社であるセガ エンタテインメントが2017年12月にそれぞれ参入することを発表している。
日本アミューズメント産業協会によれば、ゲームセンターにおける売上の半分以上がクレーンゲームであるという。ゲームセンターでしばしばクレーンゲームが主力を占め、店内照明を明るくし、キャラクターグッズを取るために家族連れが多く来るのは日本の特徴であるともいう。景品のキャラクターグッズを買い取り、転売する中古ショップも存在している。
1店舗当たりのクレーンゲーム設置台数の世界一として、2012年、埼玉県行田市にあるエブリディ行田店（約350台）がギネス世界記録に認定されている。

### 米国
米国ではピザハットに数多く設置されることで1980年代後半から広く認知され、他の店舗へも広がった。チェーン店に多く設置され、例えばFred Meyer、Haggens、Safeway、Sugar Loafなどが挙げられる。
1990年代前半にはNFLが広告として各チームのフットボールのぬいぐるみをゲーム機に入れ始め、MLB、NBA、NHLもあとに続いた。ただしその後NBAはこれを取りやめている。
1990年代中期にはSafeway、Fry's Supermarkets、K-Mart、ウォルマートといった店舗にも入るようになった。それ以外にも子供客のためホテルの中に設置されたり、スポーツ施設が地元チームのコレクターズアイテムの販売に利用している。

### 東アジア
日本以外にも、韓国、台湾でも人気が高く、クレーンゲームだけを設置したゲームセンターも存在する。台湾では「夾娃娃機」と呼ばれる。
台湾におけるプレイ料金は、10ニュー台湾ドル（日本円で約37円）と日本よりも安価に設定されており、2018年時点では専門店だけでも約7000店あるという。
日本同様、東アジアでは生きた動物が景品になることがある。中国のスーパーマーケットでは、食用の蟹やロブスターが景品として入っている場合がある。
これらの景品は付加的なものであり、他の地域と同様にテディベアやおもちゃなどの景品も供される。
韓国では「ゲーム産業振興に関する法律」により、景品の上限が5000ウォンと定められているにもかかわらず、それを超えるような高価な景品が提供されて射幸性が問題になったり、正規品ではコストが見合わないためにコピー商品を景品にするなどの著作権が問題になっている。2020年、上限額が10000ウォンに引き上げられた。

### 東南アジア
タイでは2004年に現地の最高裁判所がクレーンゲームをギャンブルと認定したため、賭博法や保護者からの苦情により、一部の地域で現地警察がクレーンゲーム機を摘発し、撤去した事例が存在する。但し、この判例は厳格に施行されていないため、都市部では2019年6月現在でもクレーンゲーム機を設置している店舗が存在する他、棒などクレーン以外で景品を取るタイプについては当面の間、取締りや撤去の対象外となっている。